# William Alabaster
William Alabaster (appelé aussi Alablaster, Arblastier) (né à Hadleigh, le 27 février 1567 – mort à Little Shelford, près de Cambridge et enterré le 28 avril 1640 est un poète, un dramaturge et un écrivain religieux anglais. Une des nombreuses variantes de son nom est « arbalester » (arbalétrier).

## Biographie

### Famille
Il est le fils de Roger Alabaster, appartenant à une famille de marchands d'étoffe de Hadleigh dans le Suffolk. Il est le neveu par alliance de John Still, Évêque de Bath et Wells, auteur de la comédie Gammer Gurton's Needle. Le médecin John Cotta (1575–1650) est aussi un des oncles de William.

### Jeunesse
Il naît à Hadleigh dans le comté de Suffolk, et suit ses études à Westminster School, puis, à partir de 1583, à Trinity College de l'université de Cambridge. Titulaire d'une bourse, il obtient son M.A., puis il intègre l'université d'Oxford le 11 juillet 1592. La première mention de lui en littérature est faite par Edmund Spenser dans son Colin Clouts Come home againe. Alabaster apparaît dans un défilé de douze poètes, où, auteur d'un poème épique, Eliseïs, sur la reine Élisabeth, il paraît doué de multiples talents, mais reste modeste et effacé.
Spenser, qui estime beaucoup ce poème d'Alabaster, prie Cynthia de tirer le poète de l'obscurité :
COLIN CLOUTS COME HOME AGAINE
| And there is Alabaster, throughly taught (400) In all this skill, though knowen yet to few, Yet, were he knowne to Cynthia as he ought, His Eliseïs would be redde anow. |  | Et voici Alabaster, éduqué à la perfection Dans tous ces arts, ce que peu savent pourtant, Mais si Cynthia le connaissait tel qu'il le mérite, Elle lirait immédiatement son Eliseïs. |  |

Sa tragédie en latin, Roxana, est jouée vers 1592 dans le hall de Trinity College. Elle est inspirée de La Dalida de Luigi Groto (Venise, 1567), à un tel point que Henry Hallam considère qu'il s'agit d'un plagiat. Hallam remarque en effet que l'histoire, les personnages, les incidents, presque chaque scène, beaucoup de réflexions, de descriptions et d'images sont tirés de La Dalida. Pourtant une édition confidentielle en est faite en 1632, suivie la même année d'une seconde dans une forme plus conventionnelle, « a plagiarii unguibus vindicata, aucta et agnita ab autore, Gulielmo Alabastro » (revue, augmentée et protégée des griffes des plagiaires par l'auteur, William Alabaster). Il en existe plusieurs manuscrits, mais c'est un ouvrage froid et terne, écrit selon le modèle de Sénèque, alors que Thomas Fuller le couvre d'éloges.

### Opinions religieuses
Il adopte la foi catholique romaine en se convertissant en Espagne lors d'une mission diplomatique, où, en sa qualité d'aumônier, il accompagne le comte d'Essex lors de l'expédition de Cadix. Ses croyances religieuses lui valent d'être plusieurs fois emprisonné, et il finit par abandonner le catholicisme. Il gagne la faveur de Jacques Ier, qui lui accorde une prébende à la  cathédrale Saint-Paul de Londres, et le bénéfice de Therfield dans le Hertfordshire. Il meurt à Little Shelford dans le Cambridgeshire.

### Carrière d'écrivain
La bibliothèque de l'Emmanuel College de Cambridge conserve le manuscrit de l'Elisaeis, une épopée en hexamètres latins, qu'il a écrit en l'honneur de la reine Élisabeth Ire. Ce poème est resté inachevé.
Dans un sonnet au vocabulaire obscur figurant dans le manuscrit Divine Meditations, by Mr Alabaster, il fait le compte rendu de sa conversion au catholicisme faite en juin 1596 en Espagne, lors de l'expédition de Cadix. Il justifie cette conversion dans un pamphlet, Seven Motives, dont il ne reste aucun exemplaire, ce qui montre qu'ils ont été tous soigneusement éliminés. La preuve de cette publication demeure toutefois dans les réponses qui lui ont été faites par deux tracts, A Booke of the Seven Planets, or Seven wandring motives of William Alablaster's  wit, by John Racster (1598), et An Answer to William Alabaster, his Motives, par Roger Fenton (1599). Par ces tracts, on apprend qu'Alabaster a été emprisonné pour son changement de religion à la Tour de Londres entre 1598 et 1599.
On ne sait s'il s'en échappe ou s'il est libéré, mais on le retrouve à Anvers, où il publie en 1607 un étrange traité de théologie cabalistique, Apparatus in Revelationem Jesu Christi, dans lequel il donne une interprétation occulte des Livres sacrés. Sur l'ordre du pape, ce livre est placé dans l'Index librorum prohibitorum dès 1610. Dans la préface de son Ecce sponsus venit (« Voici venir l'époux ») (1633), un traité sur le second Avènement du Christ, Alabaster écrit qu'à la demande de quelques jésuites, il s'était rendu à Rome, où il fut emprisonné par l'Inquisition, mais qu'il parvint à s'échapper et à rejoindre l'Angleterre, où il put retrouver sa foi protestante.
Après avoir obtenu son doctorat en théologie et sa prébende à St Paul, il poursuit ses études ésotériques, publiant en 1621 Commentarius de Bestia Apocalyptica (1621) and Spiraculum tubarum (1633), une interprétation occulte du Pentateuque. Son dernier ouvrage publié est le Lexicon Pentaglotton, Hebraicum, Chaldaicum, Syriacum, Talmudico-Rabbinicon et Arabicum (1637). Ces écrits théologiques lui valent les louanges de Robert Herrick, qui l'appelle dans Hesperides « le triomphe du jour » et « la seule gloire sur un million ».
Il meurt en 1640 à Little Shelford, près de Cambridge, et est enterré le 28 avril 1640

## Œuvres
- Roxana - (vers 1595), tragédie en latin
- Elisaeis – épopée en latin en honneur à la reine Élisabeth Ire
- Apparatus in Revelationem Jesu Christi (1607)
- De bestia Apocalypsis (1621)
- Ecce sponsus venit (1633)
- Spiraculum Tubarum (1633)
- Schindleri lexicon pentaglotton in epitomen redactum a G. A.
- Lexicon Pentaglotton, Hebraicum, Chaldaicum, Syriacum, Talmudico-Rabbinicon et Arabicum (1637)

## Sources principales
- Biographie d'Alabaster dans l'Encyclopaedia Britannica
- Biographie d'Alabaster dans le Dictionary of National Biography